# Džidžiga
Džidžiga (somálsky Jigjiga) je město ve východní Etiopii a hlavní město etiopského Somálska. Nachází se přibližně 50 km od města Harar a 60 km od hranic se Somálskem. V roce 2005 měla Džidžiga 98 076 obyvatel.